# Piotr Trzonkowski
Piotr Trzonkowski (ur. 1974) – polski lekarz immunolog.

## Życiorys
W 2003 doktoryzował się na Gdańskim Uniwersytecie Medycznym, habilitował się w 2007. Odbył również staż podoktorski na Uniwersytecie w Oksfordzie. Od 2009 kierownik Zakładu Immunologii Klinicznej i Transplantologii Gdańskiego Uniwersytetu Medycznego. Pełnił funkcję profesora wizytującego na Uniwersytecie w Chicago.
W 2014 roku uzyskał tytuł profesora nauk medycznych.

## Nagrody i wyróżnienia
- Nagroda Prezesa Rady Ministrów
- Nagroda Ministra Zdrowia *
- Nagroda Wydziału V Polskiej Akademii Nauk
- nagroda Polskiego Towarzystwa Gerontologicznego, Polskiego Towarzystwa Immunologii Doświadczalnej i Klinicznej,
- nagroda Transplantation Society
- nagroda  Polskiego Towarzystwa Diabetologicznego
- nagroda Polskiego Towarzystwa Transplantacyjnego „Pro Transplantationibus Fovendis”
- Srebrny Krzyż Zasługi (dwukrotnie, 2011[3], 2022[4])
- Nagroda Fundacji na rzecz Nauki Polskiej